# Harvey Wippleman
Bruno Lauer (Pennsylvania, 27 oktober 1965), beter bekend als Harvey Wippleman, is een Amerikaans professioneel worstelmanager, scheidsrechter en halftijds professioneel worstelaar.

## Worstelaars managed
- Big Bully Busick
- The Warlord
- Sid Justice
- Kamala
- Giant Gonzales
- Mr. Hughes
- Adam Bomb
- Kwang
- Bertha Faye

## Kampioenschappen en prestaties
- Continental Wrestling Federation
  - Southeast United States Junior Heavyweight Championship (1 keer)

- World Wrestling Federation
  - WWF Women's Championship (1 keer)